# 2010년 동계 올림픽 가나 선수단
2010년 동계 올림픽 가나 선수단은 캐나다 밴쿠버에서 개최된 2010년 동계 올림픽에 참가한 올림픽 가나 선수단이다.

## 참가 종목
다음은 각 종목별 참가 현황이다.
| 종목        | 남자 | 여자 | 합계 |
| 알파인 스키 | 1    |      | 1    |
| 합계        | 1    |      | 1    |

## 알파인 스키
| 선수                  | 종목      | 1차시기 | 1차시기 | 2차시기 | 2차시기 | 총계    | 총계 |
| 선수                  | 종목      | 시간    | 순위    | 시간    | 순위    | 시간    | 순위 |
| --------------------- | --------- | ------- | ------- | ------- | ------- | ------- | ---- |
| 콰메 은크루마아체암퐁 | 남자 회전 | 1:09.08 | 53      | 1:13.52 | 48      | 2:22.60 | 47   |